# Esenli, Yozgat
Esenli là một thị trấn thuộc thành phố Yozgat, tỉnh Yozgat, Thổ Nhĩ Kỳ. Dân số thời điểm năm 2010 là 1.125 người.